# Elytrimitatrix cinnamea
Elytrimitatrix cinnamea är en skalbaggsart som beskrevs av Santos-silva och Hovore 2008. Elytrimitatrix cinnamea ingår i släktet Elytrimitatrix och familjen långhorningar.
Artens utbredningsområde är Costa Rica. Inga underarter finns listade i Catalogue of Life.